# Roxar
Roxar — бывший международный поставщик услуг и продуктов для управления месторождениями и оптимизации добычи в нефтегазовой отрасли. Штаб-квартира находится в Ставангере (Норвегия). Roxar осуществлял свою деятельность в 19 странах, включая Россию, в компании работали 800 сотрудников. В 2009 году был поглощён корпорацией Emerson Electric.
Основными направлениями деятельности Roxar в России и СНГ являются разработка программного обеспечения, развитие инновационных технологий и оказание консалтинговых услуг в области разведки и добычи, а также поставка оборудования для нефтегазового комплекса.
В компании два основных подразделения — Software Solutions и Flow Measurement.
Roxar Software Solutions разрабатывает и поставляет программное обеспечение для 3D геологического и гидродинамического моделирования, анализа и комплексного управления нефтегазовыми активами. Флагманские программные продукты компании — Roxar RMS, предназначенный для построения геологических моделей и работы с ними, Roxar Tempest, программный комплекс для гидродинамического моделирования, адаптации и оценки неопределенности, ResView — программный продукт, использующийся для управления данными, геолого-промыслового анализа, мониторинга разработки и других задач.
Также Roxar поставляет программное обеспечение для интегрированного моделирования — ПК METTE, геомеханического моделирования — ПК Elfen, мониторинга бурения — ПК DrillScene.
Roxar Software Solutions разрабатывает инновационные технологии в области оценки неопределённостей — Big Loop, интеллектуального месторождения — Smart Field, сопровождения бурения — Geosteering и др.
Roxar Flow Measurement занимается разработкой оборудования для многофазных измерений в режиме реального времени, систем мониторинга коррозии и эрозии, систем интеллектуального заканчивания скважин, а также предоставляет высококачественные услуги по вводу в эксплуатацию и дальнейшему обслуживанию всей линии оборудования производимого компанией Roxar.

## История
Бренд Roxar образовался в 1999 в результате слияния двух крупных компаний Smedvig Technologies AS и Multi-Fluid ASA.
- 1984 — основание международной нефтяной исследовательской компании Smedvig International Petroleum Research Group AS (Smedvig IPR), которая занималась разработкой технических решений по бурению и извлечению углеводородов.
- 1987 — Smedvig IPR совместно с Lasalle Pressure Data Services Ltd при равнодольном участии организуют Permanent Downhole Monitoring Systems (PDMS). Так образовалась компания Smedvig IPR Services AS.
- 1991 — Smedvig IPR Services AS становится единственным владельцем бизнеса PDMS. В этом же году Smedvig IPR Services AS покупает 30 % акций IPACAS, компания специализировалась на инновационном программном обеспечении для стохастического моделирования месторождений углеводородов.
- 1991 — Установлен первый подводный датчик CorrOcean на Норвежском Континентальном Шельфе
- 1992 — Компания Multi-Fluid запускает программу MFI WaterCut Meter. Smedvig IPR Services AS участвует в создании компании Petec AS, компании по выполнению сервисных проектов и оказанию консультационных услуг по разработке месторождений.
- 1993 — Petec AS принимает участие в формировании Odin AS, компании-разработчика инновационного программного обеспечения для стохастического моделирования месторождений углеводородов. Smedvig Technologies AS образовалась в результате слияния Smedvig IPR и Smedvig IPR Services AS.
- 1994 — Smedvig Technologies AS приобретает оставшиеся акции IPACAS и компанию PTL Tonsberg AS, специализирующуюся на электронике интегрированной гибридной схемы.
- 1995 — Smedvig Technologies AS приобретает 100 % акций Petec AS и Geomatic AS, компанию специализирующуюся на программном обеспечении трехмерного моделирования месторождений IRAP RMS. Smedvig Offshore приобретает Prodrill Ltd., оказывающую консультационные услуги по бурению в Великобритании. Управление этой компанией было взято в оборот Smedvig Technologies AS.
- 1996 — Smedvig Technologies AS приобретает 49 % акций Onics, московской компании, оказывающую консультационные услуги по разработке месторождений. Smedvig Technologies AS впоследствии становится владельцем всех акций.
- 1997 — Smedvig Technologies AS становится холдингом, полностью владея Geomatic AS, объединившей Petec, Geomatic и Ipac. Бумаги Multi-Fluid выводятся на Фондовую биржу в Осло.
- 1998 — Smedvig Technologies AS и Multi-Fluid ASA начинают кооперационную деятельность по разработке внутрискважинного влагомера. Multi-Fluid вводит первый подводный многофазный расходомер.
- 1998 — создано московское представительство компании Roxar, генеральным директором компании в России и СНГ назначен Д. Н. Болотник.
- 1999 — Smedvig Technologies AS (Холдинг) сливаются с Multi-Fluid ASA и переименовываются в Roxar ASA со специализацией на программном обеспечении по моделированию месторождений нефти и газа, внутрискважинных системах постоянного мониторинга и многофазных расходомерах. Акции компании котируются на фондовой бирже.
- 2001 — Roxar ASA поглощает Flueta AS, компанию, специализирующуюся на многофазных расходомерах, счетчиках сжигаемого газа и системах обнаружения песка.
- 2003 — Два основных инвестора Roxar ASA — Lime Rock Partners LP из США и Smedvig AS из Норвегии приобретают контрольный пакет Roxar ASA.
- 2006 — Arcapita, компания с прямыми инвестициями, стала последним покупателем Roxar. Roxar, в свою очередь, приобретает Energy Scitech, независимую консультационную компанию по разработке программного обеспечения, располагающаяся в Великобритании.
- 2007 — CorrOcean приобретает нефтесервисную компанию Mareco AS и добавляет в продуктовую линейку химические и MEG/метаноловых инъекции в подводный набор продуктов.
- 2007 — Контрольный пакет акций компании Roxar былиприобретён CorrOcean ASA (компания основана в 1979 г.)
- 2009 — Компания Roxar вошла в группу компаний Emerson Electric, St. Louis USA и стала частью 28-миллиардной корпорации.